# بیکاری ساختاری
بیکاری ساختاری (به انگلیسی: Structural unemployment) گونه‌ای از بیکاری است، که حاصل از تغییر دراز مدت ساختاری در اقتصاد یا صنایع کشور است. برای مثال چنانچه ساختار اقتصادی کشور از صنایع تولیدی به صنایع مبتنی بر فناوری تغییر کند و کشور دارای کارکنان واجد شرایط در صنعت تکنولوژی نباشد، اقتصاد شاهد بیکاری ساختاری خواهد بود.
تفاوت اصلی بیکاری ساختاری با بیکاری اصطکاکی در آن است، که در بیکاری ساختاری کار برای کارمندان با توجه به قابلیت‌های فعلی آنها موجود است.

## شکاف مهارتی
شکاف مهارتی (به انگلیسی: Skills Gap) یکی از مشکلات مدیریت منابع انسانی است که همواره وجود داشته‌است و در دهه‌های اخیر بیشتر هم شده‌است. شکاف مهارتی عدم تطابق ساختاری بین مهارتهای مورد نیاز کارفرمایان و مهارتهایی است که افراد جویای کار دارند. این موضوع موضوعی پیچیده و چند بعدی است. جویندگان کار همواره از کافی نبودن فرصتهای شغلی صحبت می‌کنند و کارفرمایان بزرگترین مشکل خود را دشواری در یافتن نیروی انسانی با مهارت‌های مورد نیاز می‌دانند.

### آمار و ارقام شکاف مهارتی
پژوهش که در سال ۲۰۱۲ از بیش از ۲۰۰۰ مدیر منابع انسانی و سایر مدیران در کشور آمریکا انجام گرفت نشان داد که از هر ده کارفرما، چهار کارفرما در شرکتهایشان موقعیتهای شغلی داشتند که نمی‌توانستند برای آن موقعیت‌ها نیروی مناسب پیدا کنند. هشت کارفرما از هر ده کارفرما اذعان داشتند که با شکاف مهارتی فزاینده‌ای روبرو هستند. بر پایه همین داده‌ها و سایر گزارشهایی که از مدیران فعال در صنعت دریافت شده‌است، به نظر می‌رسد که این شکاف مهارتی بهترین توضیح برای صف طولانی افراد جویای کار در شرکت‌ها باشد.

### آثار شکاف مهارتی
ارزش اقتصادی از دست رفته در چنین وضعیتی در جامعه برابر ارزش کار هزاران نفر است که می‌توانند مشغول به کار شوند ولی چنین اتفاقی نمی‌افتد. این موضوع بسیار نگران کننده است چون هر چه این افراد جویای کار بازه‌های زمانی طولانی‌تری بدون شغل بمانند این شکاف مهارتی بیشتر می‌شود. البته شکاف مهارتی به این معنا نیست که افراد فاقد شغل بدون مهارت هستند یا به این معنا نیست که شکاف مهارتی بزرگترین مشکل بازار کار است. چنین مفهومی به این معناست که بین عرضه و تقاضا در بازار کار برای بسیاری از رشته‌ها عدم توازن وجود دارد. این عدم توازن در شرکت‌ها به معنای بهره‌وری پایین‌تر، درآمد از دست رفته، رشد کمتر و فرصتهای کمتر است؛ بنابراین باید با این عدم تطابق به صورت کنشی برخورد شود و برای کاهش آن برنامه‌ریزی صورت بگیرد. شرکتهای Manpower Group, CareerBuilder و نشریه هاروارد بیزینس ریویو در گزارشهای جداگانه‌ای صنعت فناوری اطلاعات را از صنایعی دانسته‌اند که شکاف مهارتی در آن بسیار زیاد است.

## دلایل شکاف مهارتی
دلایل متعددی برای ایجاد شکاف مهارتی وجود دارد که یکی از مهمترین آنها نبود زبان مشترک بین فعالان صنایع، جویندگان کار و برنامه ریزان آموزشی در دانشگاه‌ها است.